# Parcul național Müritz
Parcul Național Müritz, care a fost înființat în anul 1990, este situat în partea de sud a landului Mecklenburg - Pomerania Inferioară din Germania. Parcul se întinde în două regiuni separate. Partea sa de vest se află pe malul estic a lacului Müritz, iar partea de est, care este mai mică, este amplasată la est de orașul Neustrelitz și de Parcul Natural Feldberger Seenlandschaft.

## Caracteristici
Parcul se întinde pe o suprafață de cca 318 km², din care 65 % este acoperită de păduri și 12 % de lacuri, restul fiind compus din 8 % smârcuri, 6 % pășuni și fânețe, iar 3 % suprafețe diferite. Pe teritoriul parcului se află cca 100 de lacuri și o serie de bălți, lacul cel mai mare fiind lacul Müritz (Marea mică); acesta se întinde pe o suprafață de 117 km², fiind în același timp și cel mai mare lac de pe teritoriul Germaniei. Relieful regiunii este modelat de procesele geologice care au avut loc cu cca 15.000 de ani în urmă în ultima perioadă de glaciațiune.

## Flora și fauna
În regiunea lacurilor se poate vedea vulturul pescar  (Pandion haliaetus), o serie de rațe sălbatice ca Anas crecca și Anas querquedula, sau alte păsări de baltă ca Acrocephalus scirpaceus, Botaurus stellaris, Alcidae, Haematopodidae, Jacanidae, Glareolidae, Rostratulidae, Thinocoridae, Ibidorhynchidae, Pluvianellidae, Laridae, Stercorariidae, Charadriidae, Dromadidae, Recurvirostridae, Chionididae, Scolopacidae, Rhynchopidae, Sternidae, Pedionomidae, Burhinidae, ca și Calidris minuta, Tringa totanus, Tringa nebularia, Ciconia nigra (barză) și Grus grus.
Din cadrul florei din parc se pot aminti Cyperaceae (ierburi din regiuni umede) și Cladium mariscus. Pe malul de est al lacului Müritz se află păduri din familia Juniperus (ienupăr).

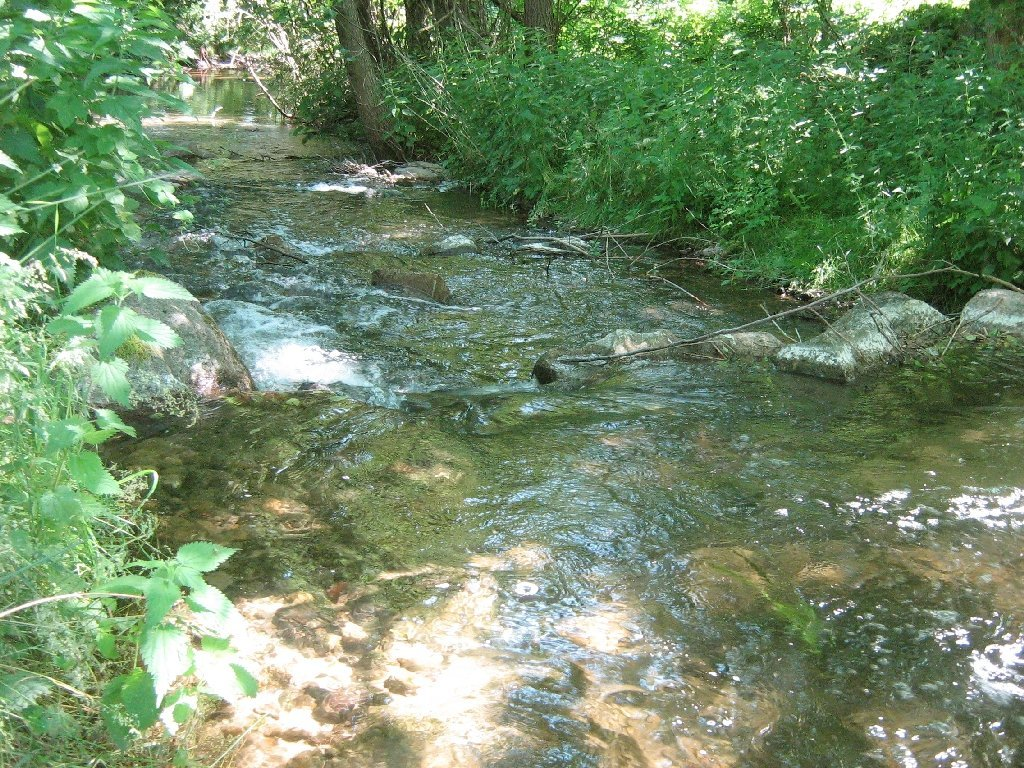
Râul Havel între lacul Grazin și Pagel